# Clubiona multiprocessa
Espèce
Clubiona multiprocessa est une espèce d'araignées aranéomorphes de la famille des Clubionidae.

## Distribution
Cette espèce est endémique du Yunnan en Chine,. Elle se rencontre dans le préfecture de Dali dans les Cangshan.

## Description
Le mâle holotype mesure 3,34 mm et la femelle paratype 3,75 mm.

## Systématique et taxinomie
Cette espèce a été décrite par Guo, Li et Zhang en 2025.

## Publication originale
- Guo, Li & Zhang, 2025 : « Two new species of the Clubiona corticalis group (Araneae, Clubionidae) from Yunnan, China. » ZooKeys, vol. 1224, p. 175-186 (texte intégral).